# Palace of Fine Arts
Il Palace of Fine Arts (dall'inglese "palazzo delle belle arti") è un imponente edificio situato nel Marina District di San Francisco, in California (Stati Uniti d'America). Costruito per esporre le opere presentate in occasione dell'Esposizione internazionale Panama-Pacifico di San Francisco del 1915, il Palace of Fine Arts fu ricostruito negli anni sessanta. Durante i primi anni del nuovo millennio, l'edificio fu rinnovato e gli furono poste delle misure di adeguamento sismico. Oggi il Palace of Fine Arts ospita mostre d'arte, funge da area ricreativa ed è un'attrazione turistica.

## Storia

### Origini

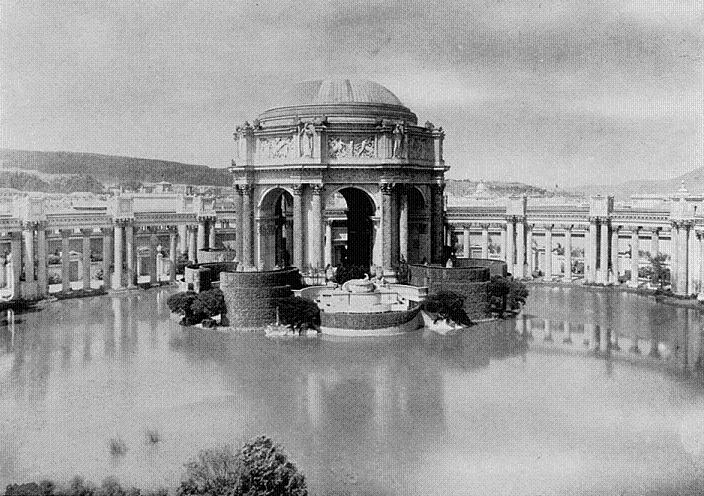
Il Palace of Fine Arts nel 1915

Il Palace of Fine Arts era una delle dieci strutture erette in occasione dell'Esposizione Panama-Pacifico del 1915 di San Francisco (gli altri "palazzi" erano quelli dedicati all'Istruzione, alle Arti liberali, alla Manifattura, alle Industrie varie, all'Agricoltura, ai Prodotti alimentari, ai Trasporti, alle Miniere e alla Metallurgia e quello dei Macchinari). Esso fu progettato da Bernard Maybeck, che lo concepì come una rovina antica e lo realizzò in legno stuccato, intonaco e juta prendendo a modello l'architettura classica romana e greca.

### Anni 1910 - 1960
Al termine dell'Esposizione, tutte le strutture del complesso architettonico furono demolite ad eccezione del Palace of Fine Arts, che fu mantenuto per volere della Palace Preservation League, fondata da Phoebe Apperson Hearst quando la kermesse era ancora in corso. Per un certo periodo, il Palace of Fine Arts ospitò una mostra d'arte a lungo termine e, durante la grande depressione, gli artisti del Works Progress Administration furono incaricati di sostituire i murali deperiti di Robert Reid sul soffitto della rotonda. Dal 1934 al 1942 la sala espositiva ospitava diciotto campi da tennis illuminati. Durante la seconda guerra mondiale, il Palace of Fine Arts fu requisito dai militari per lo stoccaggio di camion e jeep. Alla fine del conflitto, quando furono inaugurate le Nazioni Unite a San Francisco, la struttura fu adibita a parcheggio per le limousine utilizzate dagli statisti provenienti da tutto il mondo. Dal 1947 fino ai primi anni sessanta, il Palace of Fine Arts ebbe varie finalità diventando un magazzino del dipartimento del parco cittadino, un centro di distribuzione della rubrica telefonica, un deposito per tende e bandiere e un quartier generale temporaneo dei vigili del fuoco.

### Anni 1960 - oggi

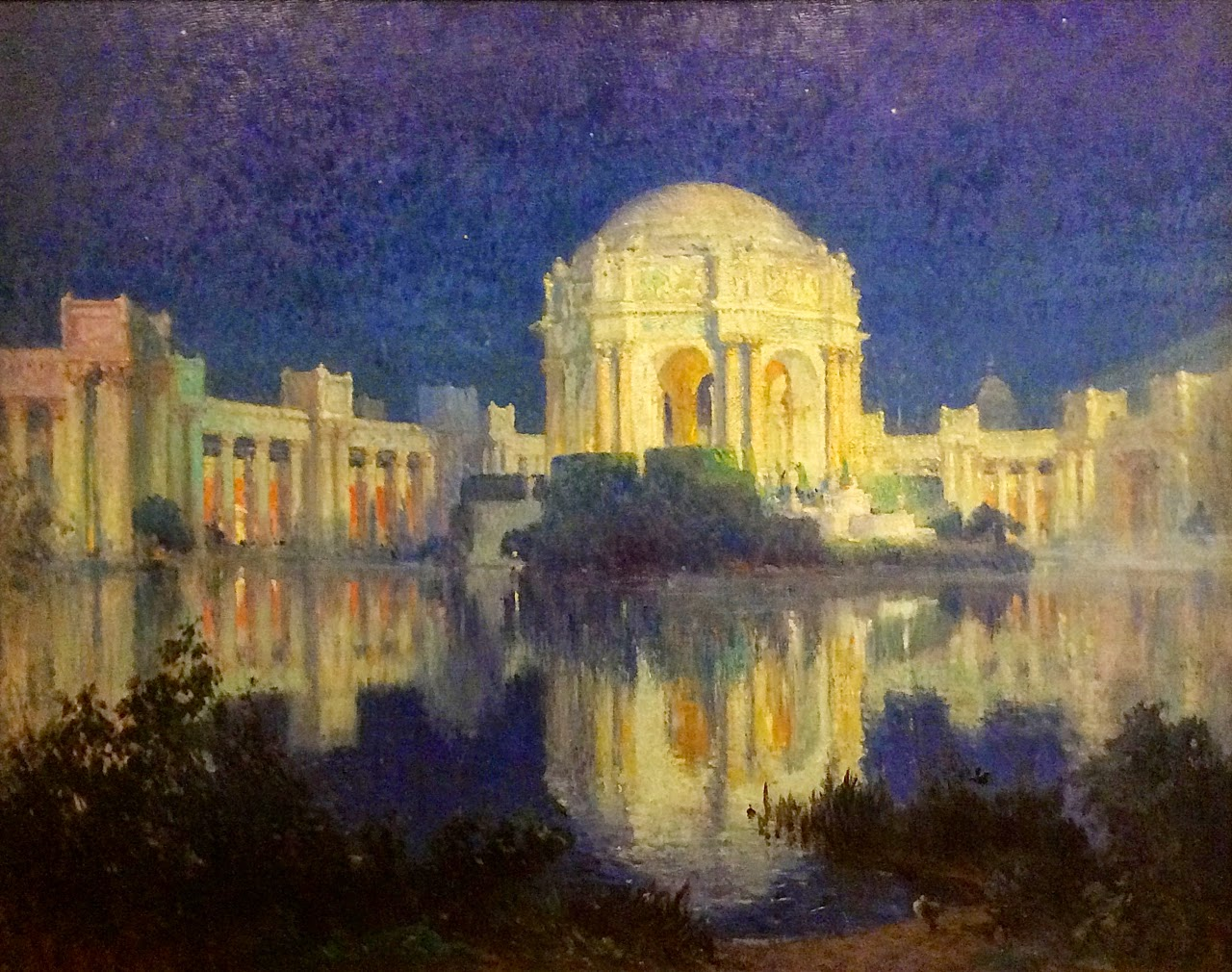
Palace of Fine Arts, San Francisco (ca. 1915) di Colin Campbell Cooper

Con il passare del tempo l'edificio degradò a tal punto che, nel 1964, fu demolito e ricostruito in cemento e si decise di mantenere soltanto la vecchia struttura in acciaio della sala espositiva. Nel 1969, l'ex sala delle mostre divenne la sede del museo interattivo Exploratorium. Nel 1970, il Palace of Fine Arts divenne la sede di un teatro con 966 posti a sedere. Nel 2003, la città di San Francisco e la Maybeck Foundation crearono un partenariato pubblico-privato per ripristinare il palazzo e, a partire dal 2010, furono avviati dei lavori di restauro della cupola, della rotonda, dei colonnati e della laguna e furono apportate delle modifiche affinché l'edificio potesse sopravvivere ai sismi. Agli inizi del 2013, Exploratorium fu trasferito nell'area di Embarcadero, a San Francisco.

## Descrizione

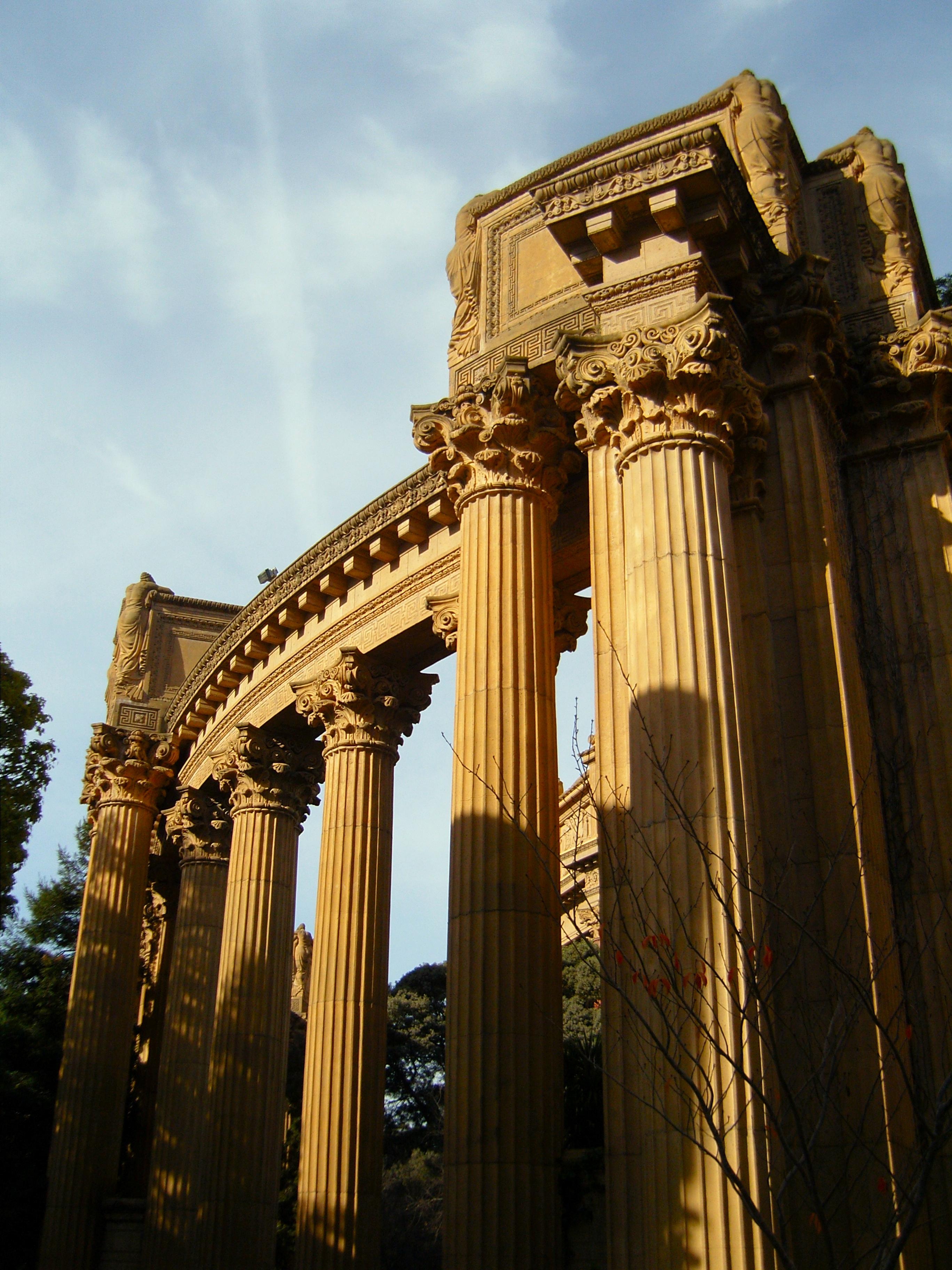
Particolare del colonnato

Il Palace of Fine Arts è costruito intorno a una piccola laguna artificiale ed è composto da un ampio pergolato di 340 metri collocato intorno a una rotonda centrale affacciata sull'acqua. La scelta di collocare la struttura vicina a una laguna non è casuale: l'architetto volle infatti far sì che l'edificio si riflettesse sull'acqua come alcuni edifici classici europei. Il "palazzo" presenta tre pannelli ripetitivi di Bruno Louis Zimm attorno alla trabeazione della rotonda che rappresentano "La lotta per il bello" e simboleggiano la cultura greca antica. La struttura è anche decorata da un fregio scolpito, dalle donne piangenti di Ulric Ellerhusen poste sul colonnato e dalle allegorie della Contemplazione, della Meraviglia e della Meditazione. La parte inferiore della cupola rotonda dell'edificio presenta otto grandi inserti, che originariamente presentavano i murali di Robert Reid. Quattro di essi raffiguravano la concezione e la nascita dell'Arte, "il suo impegno per la Terra, i suoi progressi e l'accettazione da parte dell'intelletto umano" e i quattro "ori" della California (papaveri, agrumi, oro metallico e grano).
Sulla costa orientale della laguna sono presenti degli alberi di eucalipto australiano. L'area del Palace of Fine Arts è abitata da molti animali selvatici fra cui cigni, anatre, uccelli migratori, oche, tartarughe, rane e procioni.